# Bazylika Przemienienia Pańskiego
Bazylika Przemienienia Pańskiego (wł. Chiesa della Trasfigurazione; hebr. כנסיית ההשתנות) – zbudowana w latach 1921–1924 rzymskokatolicka bazylika na górze Tabor w północnym Izraelu. Należy do Kustodii Ziemi Świętej.

## Położenie

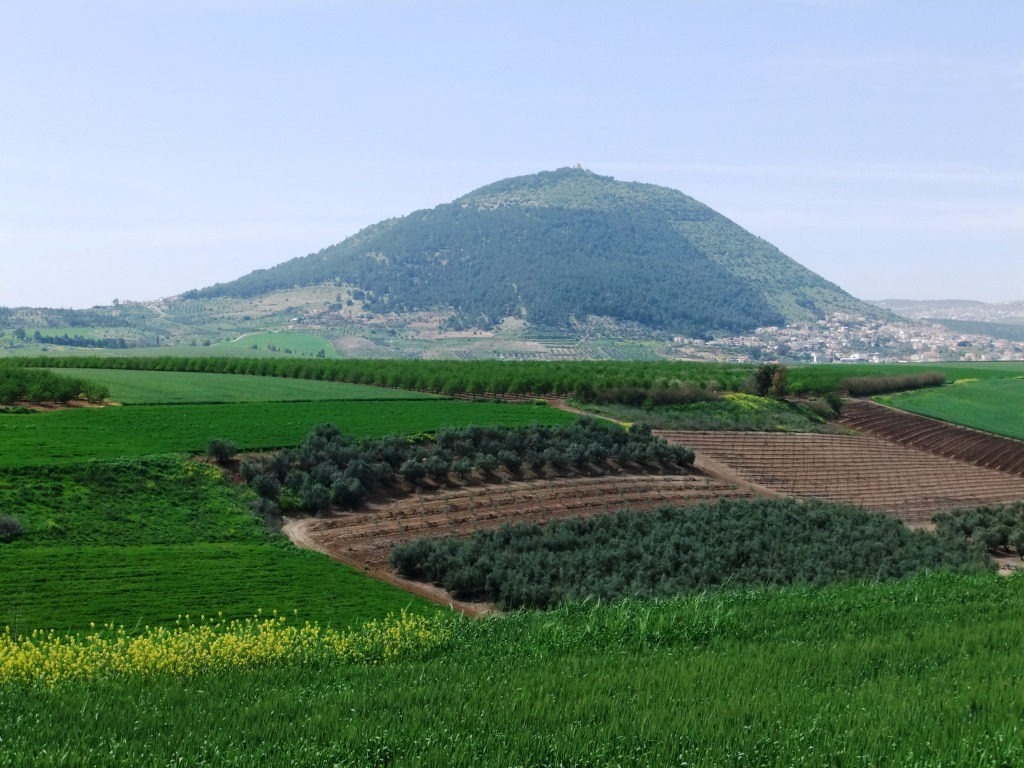
Widok na Górę Tabor

Bazylika Przemienienia Pańskiego jest położona we wschodniej części kopuły szczytowej góry Tabor (588 m n.p.m.), która góruje nad wschodnią krawędzią Doliny Jezreel w Dolnej Galilei, na północy Izraela.

## Historia
Według chrześcijańskiej tradycji góra Tabor była miejscem Przemienienia Jezusa Chrystusa i z tego powodu czasami jest nazywana Górą Przemienienia Pańskiego, jednak żadna z Ewangelii nie wymienia nazwy góry bezpośrednio. Trzej apostołowie ujrzeli tu swego mistrza rozmawiającego z Mojżeszem i Eliaszem. Ze względu na tę tradycję, góra Tabor stała się w IV wieku celem pielgrzymek. Według opisów pielgrzymów, w okresie bizantyjskim w VI wieku na górze wznosiły się trzy kościoły. Znajdowała się tutaj siedziba biskupa. W okresie pierwszego panowania Arabów, w VIII wieku na górze znajdowały się już cztery kościoły i klasztor. Gdy w 1099 roku Ziemia Święta przeszła pod panowanie krzyżowców, góra Tabor znalazła się w Królestwie Jerozolimskim i w 1100 roku wzniesiono tutaj benedyktyński klasztor obronny Monastère St. Salvador. Jego głównym zadaniem było chronienie pielgrzymów przed atakami muzułmanów. Od 1101 roku klasztor był siedzibą Tankreda, księcia Księstwa Galilei. Klasztor istniał aż do bitwy pod Hittin w 1187 roku, a następnie został opuszczony. W 1212 roku górę Tabor zajął sułtan Al-Adil, który nakazał wzniesienie wokół opuszczonego klasztoru silnych fortyfikacji. Mur obronny miał długość 1750 metrów i był wzmocniony dziesięcioma wieżami. W 1217 roku twierdza odparła oblężenie wojsk króla węgierskiego Andrzeja II (V wyprawa krzyżowa). Ponieważ góra była celem nieustannych ataków Templariuszy, muzułmanie zniszczyli w 1229 roku fortyfikacje i opuścili twierdzę. W 1241 roku do klasztoru powrócili chrześcijańscy mnisi. Decyzją papieża Aleksandra IV, w 1255 roku klasztor przypadł joannitom. Mieli oni zwyczaj przekształcania klasztorów i szczytów gór w obronne twierdze, jednak najwyraźniej zajęli tylko istniejące budynki klasztoru, nie odbudowując fortyfikacji. W 1263 roku górę zajął sułtan Bajbars, który nakazał całkowicie zniszczyć wszystkie zabudowania klasztorne. W 1517 roku Palestyna przeszła pod panowanie osmańskie. Za zgodą władz osmańskich w 1631 roku, gdy Kutoszem Ziemi Świętej był Diego Campanile, na górze Tabor powstał klasztor franciszkanów reformatów, który w latach 1921-1924 rozbudowano w bazylikę Przemienienia Pańskiego. Należy ona do Kustodii Ziemi Świętej.

## Architektura
Bazylikę wybudowano w latach 1921-1924 na pozostałościach bizantyjskiego kościoła z V i VI wieku, a następnie kościoła z XII wieku. Budowę zrealizowano według projektu architekta Antonio Barluzziego, dla którego inspiracją był bizantyjski Kościół Symeona Słupnika w Aleppo w północnej Syrii. Dołączył on do niego elementy architektury romańskiej. Całość wzniesiono z białego kamienia wapiennego.

### Fasada
Fasada bazyliki podzielona jest na trzy części. W części środkowej znajduje się wysunięty do przodu portyk. Po jego bokach umieszczono dwie kolumny korynckie połączone ozdobnym frontonem. Na kolumnach umieszczono symbol Kustodii Ziemi Świętej. Po obu bokach portyku wzniesiono wysokie na trzy kondygnacje wieże. Na trzecim piętrze obu wież znajduje się pomieszczenie z oknami wychodzącymi na wschód i zachód. Okna są przedzielone niewielką kolumną koryncką. W wieży południowej umieszczono dzwonnicę. Część środkowa fasady jest cofnięta do środka, za portykiem. Znajduje się w niej główne wejście do wnętrza kościoła. Powyżej wejścia umieszczono łaciński tekst Ewangelii Mateusza rozdział 17. Ta środkowa część fasady również posiada trzy kondygnacje, a w jej górnej części umieszczono potrójne okno zdobione witrażem. Szczyt ozdobiony jest trójkątnym frontonem z symbolem Kustodii Ziemi Świętej.

### Wnętrze
Wnętrze bazyliki jest podzielone na trzy nawy, rozdzielone od siebie dwoma rzędami wysokich, masywnych kolumn i arkad. Są one oświetlone od góry i sprawiają wrażenie, jakby podtrzymywały światło u góry. Nawa główna posiada więźbę wykonaną z drewna sosnowego, na której spoczywa marmurowe sklepienie. Pierwotnie marmur był jasny (ilustrował boskie światło Jezusa Chrystusa podczas Przemienia Pańskiego), jednak zanieczyszczenie powietrza spowodowało, że jest on obecnie pokryty z zewnątrz miedzią. Wschodnia krawędź głównej nawy została podzielona na dwie części: (1) na parterze znajduje się krypta (grota Chrystusa), powyżej której jest (2) apsyda.
Apsyda posiada siedem okien zdobionych kolorowymi witrażami. Światło słoneczne pada na przeszkloną podłogę i oświetla znajdującą się poniżej kryptę. Powyżej okien umieszczono symbole Kustodii Ziemi Świętej i zakonu franciszkanów. Nad nimi widnieje napis łaciński „ET TRANSFIGURATES EST ANTE EOS” („Przemienił się na ich oczach”). Kopuła apsydy zdobiona jest mozaiką przedstawiającą scenę Przemienia Pańskiego. Na ziemi stoją trzej apostołowie: po lewej stronie Apostoł Piotr (z nagim lewym ramieniem), a po prawej stronie Apostoł Jakub Większy (klęczy) i Apostoł Jan (stoi zatroskany, z podniesionymi do góry rękoma). W środkowej części umieszczono wizerunek Jezusa Chrystusa, ubranego w białe szaty i z aureolą wokół głowy. Po jego lewej stronie, na chmurze znajduje się Mojżesz trzymający w dłoniach kamienne tablice z Dziesięcioma Przykazaniami. Natomiast po prawej stronie, również na chmurze znajduje się prorok Eliasz ze swoim płaszczem. Górna część sklepienia posiada niebieskie tło, z którego promieniują złote promienie. Na szczycie kopuły pojawia się werset w łacinie „HIC EST FILIUS MEUS, IPSUM AUDITE” („To jest mój Syn umiłowany, Jego słuchajcie”). Do położonej poniżej krypty prowadzą schody. Jej podłogę stanowią pozostałości najwcześniejszych kościołów. Centralna część krypty znajduje się w dawnej apsydzie, pośrodku której umieszczono skromny kamienny ołtarz. Za ołtarzem znajduje się wnęka krypty, w której tylnej ścianie umieszczono okno ozdobione kolorowym witrażem (widnieją na nim dwa pawie) Przed tylną ścianą krypty, na niewielkim kamiennym murze umieszczono siedem krucyfiksów. Sufit ozdobiono mozaiką, która przedstawia cztery biblijne sceny: (1) scena narodzin Jezusa, nad którym stoją trzy postacie aniołów; (2) trzej aniołowie trzymający kielich wina i chleb; (3) trzech aniołów nad ciałem Jezusa, który złożył z siebie ofiarę na krzyżu; (4) trzech aniołów stojących nad pustą trumną, będącą symbolem zmartwychwstania Jezusa. W centrum sklepienia znajduje się otwór, przez który wpada światło z położonej powyżej apsydy. Otwór ozdobiono złotem, co wyobraża Boga. Po bokach znajdują się dwie mniejsze apsydy - po prawej stronie jest poświęcona Duchowi Świętemu, a po lewej stronie poświęcona Jezusowi Chrystusowi, będącemu jedną z osób Trójcy Świętej.
W przedniej części bazyliki znajdują się dwie krypty, będące pozostałościami dawnych kaplic krzyżowców. Północna kaplica jest poświęcona Mojżeszowi, a południowa prorokowi Eliaszowi. Według katolickiej tradycji te trzy krypty wyobrażają trzy namioty wystawione przez Apostoła Piotra dla Jezusa, Mojżesza i Eliasza. W kaplicy Mojżesza znajduje się mozaika przedstawiająca Mojżesza trzymającego kamienne tablice z Dziesięcioma Przykazaniami. W centralnej części kaplicy umieszczono skromny kamienny ołtarz z krucyfiksem. W kaplicy Eliasza znajduje się mozaika przedstawiająca proroka Eliasza składającego ofiarę Bogu. Tutaj również umieszczono skromny ołtarz z krucyfiksem. Ściany kaplic wyłożono alabastrem.

## Otoczenie
Teren bazyliki jest otoczony niewielkim kamiennym murem, który oddziela kompleks franciszkański od położonego na północy prawosławnego Monasteru Przemienienia Pańskiego. W kompleksie franciszkańskim znajduje się wybudowany w 1873 roku klasztor z wieżą zegarową. W ogrodzie przyklasztornym umieszczono popiersie papieża Pawła VI z tablicą upamiętniającą jego wizytę na górze Tabor w dniu 5 stycznia 1964 roku. Po zachodniej stronie klasztoru leży hospicjum zarządzane przez Kustodię Ziemi Świętej. Na północ od bazyliki są pozostałości klasztoru benedyktynów z początku XII wieku oraz fragmenty fortyfikacji muzułmańskich. Przy klasztorze znajduje się także cmentarz franciszkański oraz kamienna kaplica.

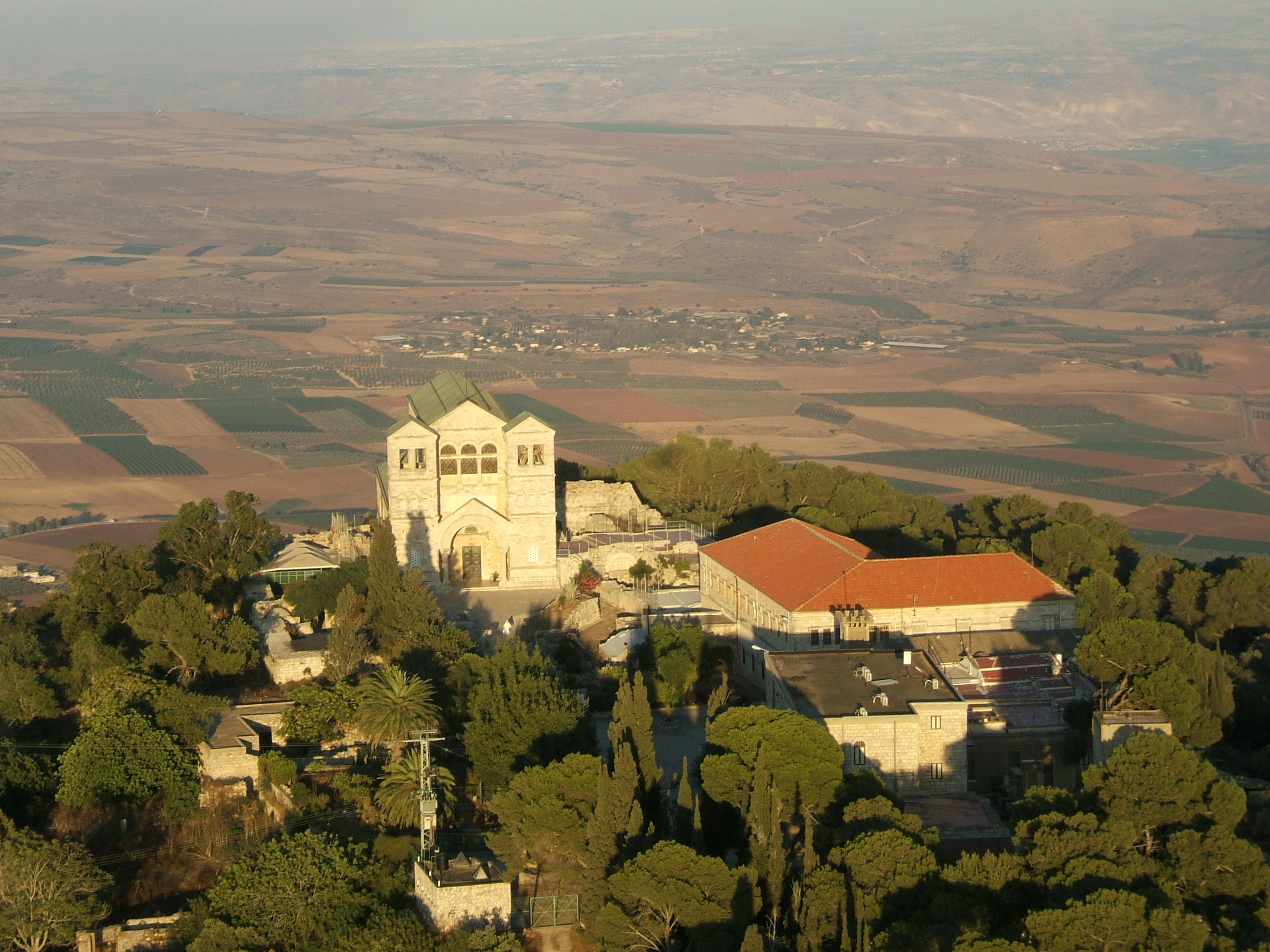
Widok na bazylikę Przemienienia Pańskiego z lotu ptaka